# Nevrit
Nevrít (ali akson) je dolg izrastek iz živčne celice, po katerem se prevaja akcijski potencial od telesa nevrona proti periferiji celice. Nevriti so primarni prevodniki živčnega sistema. Združujejo se v živce. Njihov premer znaša okoli en mikrometer, medtem ko merijo v dolžino tudi do enega metra.
Pri vretenčarjih so nevriti često obdani z mielinsko ovojnico, ki jo tvorita dve vrsti nevroglijskih celic:
- Schwannove celice v obkrajnem živčevju
- oligodendrociti v osrednjem živčevju.

Mielinska ovojnica tvori okrog nevrita izolacijsko plast, vmes pa so goli predeli oziroma vrzeli, kjer ni mielina in jih imenujemo Ranvierovi zažetki. Akcijski potencial zato skače iz enega zažetka na drugega in s tem se prevajanje po mieliziranih nevritih močno pospeši. Demielinizacija nevritov povzroča simptome, kot se pojavljajo pri multipli sklerozi. 
Med nevriti posameznih nevronov so tvorjene prečne povezave, ki jih imenujemo kolaterale. Po kolateralah se akcijski potencial iz enega nevrona prenese še na sosednje nevrone.

## Ishiadični živec
Ishiadični živec je najdaljši v človeškem telesu; izvira iz 4. in 5. ledvenega segmenta ter 1. do 3. križničnega segmenta hrbtenjače, motorično oživčuje mišice na zadajšnji strani stegna ter mišice goleni in noge, senzorično oživčuje kožo na nogi od kolena navzdol. Nevriti ishiadičnega živca merijo v dolžino tudi več kot en meter.